# 亨利马唐
亨利马唐（学名：Digitaria henryi）为禾本科马唐属下的一个种。

## 扩展阅读
- 維基物種上的相關：亨利马唐